# Дієта з обмеженням рідини
Дієта з обмеженням рідини — дієта, яка обмежує кількість щоденного споживання рідини. Окрім напоїв, багато продуктів харчування також містять рідину, що необхідно враховувати. Дієта з обмеженням споживання рідини допомагає запобігти накопиченню рідини в організмі. Зменшення споживання рідини може полегшити стрес для організму і зменшити додаткові ускладнення. Дієта з обмеженням рідини зазвичай рекомендується пацієнтам із «проблемами серця, нирковими захворюваннями, ураженнями печінки, включаючи цироз, ендокринними захворюваннями та захворюваннями надниркових залоз, підвищеним рівнем гормонів стресу та гіпонатріємією». Пацієнтам із серцевою недостатністю рекомендується обмежити споживання рідини до 2 літрів на день.
Необхідно обмежити вживання таких продуктів, як желатин, морозиво, йогурт, супи, соуси та водянисті фрукти. Рекомендується, щоб пацієнти з обмеженням рідини вели журнал для відстеження щоденного споживання рідини. Симптоми накопичення рідини через серцеві проблеми включають підвищення артеріального тиску, утруднене дихання, задишку, здуття живота, набряки та нудоту.
Пацієнти з термінальною хворобою можуть відмовлятися як від харчування, так і від гідратації.

## Ефективність
Часткове обмеження рідини можна використовувати як терапію, але воно має недоліки: його важко підтримувати, і воно часто неефективне. Препарати, що викликають посилення діурезу (діуретики), як правило, є альтернативою та мають менший ризик спричинити зниження швидкості клубочкової фільтрації через нирки та, як наслідок, зниження функції нирок. Обмеження рідини іноді є практикою лікування серцевої недостатності. Однак, згідно з науковим оглядом 2009 року, немає жодних доказів користі від обмеження рідини у пацієнтів із клінічно стабільною серцевою недостатністю, які в іншому випадку отримують оптимальне фармакологічне лікування. Натомість при серцевій недостатності перевагу надають діуретикам, головним чином інгібіторам АПФ, з суттєвими доказами покращення виживаності та якості життя пацієнтів із серцевою недостатністю. Теоретично обмеження рідини також може виправити електролітний дисбаланс при гіпонатріємії, але знову ж таки діуретики, головним чином антагоністи рецепторів вазопресину, демонструють кращу ефективність. Проте, при гіпонатріємії, спричиненій СІАДГ, стандартним лікуванням є тривале обмеження рідини (1200—1800 мл/добу) на додаток до діуретиків.